# Stefan Babović
Stefan Babović (in serbo Стефан Бабовић?; Berane, 7 gennaio 1987) è un ex calciatore serbo, di ruolo centrocampista.

## Carriera

### Club
Inizia la carriera di professionista nel 2001, nel Partizan, con cui rimane fino al 2003, vincendo un Campionato di Jugoslavia (2002) e un Campionato di Serbia e Montenegro (2003). Non convincendo del tutto la dirigenza bianconera, e per fargli maturare la necessaria esperienza, passa in prestito, nella stagione 2004-2005, al Zemun. Rientrato a Belgrado, partecipata alla vittoria di un secondo Campionato di Serbia e Montenegro (2005).
Nell'estate del 2006 si trasferisce all'OFK Belgrado, dove rimane fino al dicembre 2007, quando passa al Nantes.
Nell'estate del 2009 si accasa al Feyenoord, per poi ritornare al Partizan nella stagione successiva.
Il 27 agosto viene ufficializzato il suo passaggio al club spagnolo del Real Saragozza.

### Nazionale
Nel maggio del 2006 ha partecipato ai Campionati Europei Under-21 2006 con la Nazionale di calcio della Serbia e Montenegro Under-21, arrivando alle seminifinali della manifestazione. Ha inoltre partecipato ai Campionati europei Under-21 2007 con la Nazionale serba Under-21, con cui ha raggiunto la finale, persa contro l'Olanda.

## Palmarès

### Club
- Campionato serbomontenegrino: 2

Partizan: 2002-2003, 2004-2005
- Campionato serbo: 1

Partizan: 2010-2011
- Coppa di Serbia: 1

Partizan: 2010-2011

### Individuale
- Capocannoniere della Coppa di Serbia: 1

2014-2015 (3 reti)